# Stadtmission Nürnberg
Die Stadtmission Nürnberg ist ein als eingetragener Verein organisiertes diakonisches Unternehmen und Mitglied des Diakonischen Werkes der Evangelisch-Lutherischen Landeskirche Bayern.

## Aufbau und Struktur
Die Stadtmission Nürnberg e. V. wurde am 22. November 1885 als „Verein für Innere Mission in Nürnberg“ gegründet und ist heute ein selbstständiger Verein und Träger zahlreicher sozialer Einrichtungen und Dienste. Als eine Bezirksstelle des Diakonischen Werkes Bayern arbeitet die Stadtmission Nürnberg eng mit verschiedenen diakonischen Diensten im Dekanat Nürnberg zusammen. Unter ihrem Dach im Verbund mit der Diakonie Erlangen vereint die Stadtmission Nürnberg derzeit 70 Einrichtungen und elf Tochtergesellschaften. 2007 wurde zudem die Stiftung HILFE IM LEBEN gegründet, die die Arbeit der Stadtmission Nürnberg fördert.
Die Geschäftsführung des Vereins übernimmt ein zweiköpfiger Vorstand, der aus dem Vorstandsvorsitzenden Kai Stähler und Vorständin Gertrud M. Barth besteht.
Der von den Vereinsmitgliedern gewählte Aufsichtsrat überwacht und unterstützt dessen Tätigkeiten.
Die Stadtmission Nürnberg richtet sich als diakonische Dienstgeberin nach den Arbeitsvertragsrichtlinien (AVR) der bayerischen Diakonie und beschäftigt derzeit ca. 1800 Menschen im gesamten Unternehmensverbund.

## Tätigkeitsfelder
Die sozialen Dienste der Stadtmission sind in verschiedensten Arbeitsfeldern angesiedelt:
- AIDS-Prävention und -Beratung (AIDS-Beratung Mittelfranken mit Betreutem Wohnen)
- Arbeitslosen- und Armutshilfe (z. B. allerhand Gebrauchswarenläden, Kirchliche allgemeine Sozialarbeit (KASA), ökumenische Wärmestube und ökumenisches Arbeitslosenzentrum)
- Asyl- und Migrationsberatung (Beratungsdienste, Jugendmigrationsdienst)
- Hilfen für Menschen für Autismus (Autismus-Ambulanz, Autismus-Kompetenz-Zentrum Mittelfranken gGmbH, Schulbegleitung)
- Kinder-, Jugend- und Familienhilfen (z. B. Kinderkrippen und Kindertagesstätten, Sexual- und Schwangerschaftsberatung, Stütz- und Förderklassen, Martin-Luther-Haus)
- Krisen- und Nothilfe (z. B. Bahnhofsmission, Krisendienst Mittelfranken, Telefonseelsorge)
- Altenarbeit und Pflege (z. B. Pflegezentren, ambulanter Pflegedienst)
- Hilfen für Menschen mit seelischer Erkrankung (z. B. sozialpsychiatrischer Dienst, therapeutische Werkstatt, Betreutes Wohnen)
- Straffälligenhilfe (z. B. Arbeitskreis Resozialisierung, psychotherapeutische Fachambulanzen für Gewaltstraftäter und Sexualstraftäter)
- Suchthilfe (z. B. Nachsorge und Suchthilfezentrum, stationäre Therapiezentren)

## Ziele
Unter dem Motto Hilfe im Leben leistet die Stadtmission Nürnberg ihren diakonischen Dienst. Der Verein erfüllt dabei nicht nur einen gesetzlichen, sondern auch seinen christlichen Auftrag. Die Stadtmission Nürnberg nimmt sich in Wort und Tat menschlicher Not verbeugend, beratend und helfend an, heißt es in ihrer Satzung. Aufgabe ist es, die Behindertenhilfe, die Jugendhilfe, die Altenhilfe, das öffentliche Gesundheitswesen, das Wohlfahrtswesen sowie die Bildung und Erziehung zu fördern. Darüber hinaus dient die Stadtmission Nürnberg der Förderung kirchlicher Zwecke wie der Seelsorge, der Verkündigung und der Diakonie.
In ihrem Leitbild bekennt sich die Stadtmission Nürnberg zum christlichen Menschenbild und formuliert ethische Grundsätze für ihre Arbeit. Darin erklärt sie u. a.: Jeder Mensch hat unabhängig von seiner Situation das Recht auf ein Leben in Würde. Durch ihre soziale und anwaltschaftliche Arbeit setzt sich die Stadtmission Nürnberg dafür ein, dass gerade Menschen am Rand der Gesellschaft gleichberechtigt und in Würde leben können. Mit ihren sozialen Diensten begleitet und berät die Stadtmission Nürnberg Hilfe- und Ratsuchende. Ziel ist es dabei, sie zu bestärken, ihr Leben selbstverantwortlich und individuell führen zu können. Die Stadtmission Nürnberg versteht sich zudem als politischer und gesellschaftsprägender Akteur: So plädiert und gestaltet die Stadtmission Nürnberg (für) eine integrative, chancengerechte und solidarische Stadtgesellschaft, in der jeder Mensch einen gleichberechtigten und selbstbestimmten Platz hat.

## Finanzierung
Die Stadtmission Nürnberg finanziert sich neben Spenden, Stiftungsbeiträgen und Mitgliedsbeiträgen aus Leistungsentgelten verschiedener Kostenträger. Zudem wird sie durch kirchliche Mittel bezuschusst.

### Spenden
Als eingetragener Verein ist die Stadtmission auf Spenden angewiesen, welche in Form von Geld- oder Sachspenden geleistet werden können.

### Stiftung HILFE IM LEBEN
Am 22. November 2007 wurde die Stiftung HILFE IM LEBEN gegründet, um die Angebote der Stadtmission Nürnberg selbst zu fördern und zu ergänzen. Um diesen Stiftungszweck zu erfüllen, wird nicht das Stiftungsvermögen, sondern ausschließlich dessen Erträge eingesetzt.

## Geschichte

### Beginn und Aufbau 1885 bis 1914
Mit dem Beginn der Industrialisierung in der ersten Hälfte des 19. Jahrhunderts wurde Nürnberg zur Industriemetropole. Die Schattenseite der wirtschaftlichen Blüte war eine zunehmende soziale Verelendung.
Da sich die Kirche um diese Entwicklungen zu wenig kümmerte, gründete Stadtdekan Karl Heller am 22. November 1885 zusammen mit 68 sozial engagierten Nürnberger evangelischen Pfarrern und Gemeindemitgliedern den „Zweigverein für Innere Mission Nürnberg“, die spätere Stadtmission. Durch praktische Sozialarbeit sollte notleidenden Menschen geholfen und gleichzeitig Volksmission betrieben werden.
Innerhalb der folgenden drei Jahrzehnte erschloss die Stadtmission Nürnberg viele Arbeitsfelder, in denen sie noch heute aktiv ist. Die Hauptarbeit der Stadtmission Nürnberg leisteten beinahe 100 Jahre lang Diakonissen aus den Mutterhäusern Augsburg und Neuendettelsau.
Der Schwerpunkt der frühen Arbeit lag auf der Fürsorge für Frauen. Die 1887 gegründete Mägdeherberge und das 1891 eingeweihte Martha-Haus sollten als „Heim- und Schutzstätte für ordentliche Mädchen“, nicht als „Rettungsanstalt für Gefallene“ dienen.
In beiden Häusern fanden arbeitsuchende junge Frauen in Nürnberg eine Unterkunft. 1899 wurde mit dem „Heim für ältere Dienstboten“ ebenfalls im Martha-Haus das erste Altenheim der Stadtmission Nürnberg gegründet.
Im Jahr 1901 weitete die Stadtmission Nürnberg mit dem Zufluchtshaus, einem Heim für strafentlassene, obdachlose oder „gefallene“ Frauen, ihr Arbeitsfeld auf die Bereiche Wohnungslosenhilfe und Resozialisierung aus. Ab 1909 richtete sich diese Hilfe auch in Form einer Schreibstube an stellenlose und strafentlassene Kaufleute.
Die Bahnhofsmission nahm bereits 1894 als Erste in Bayern ihre Arbeit auf. Sie wurde sehr bald in ökumenischer Zusammenarbeit mit katholischen und jüdischen Wohlfahrtsorganisationen betrieben.
Mit der Einweihung der „Fürsorge- und Erziehungsanstalt für schulentlassene Mädchen in Schafhof“ im Jahr 1913 erweiterte die Stadtmission Nürnberg ihr Angebot für junge Frauen. Die tägliche Arbeit konfrontierte die Stadtmission mit den vielfältigsten sozialen Nöten, weshalb sie 1907 den Arbeitsbereich „Weibliche Stadtmission“ und 1909 die „Männliche Stadtmission“ gründete.
Im Jahr 1917 wurde schließlich der Begriff „Stadtmission“ in den Vereinsnamen übernommen.

### Krisenjahre 1914 bis 1933
Die zunehmende Verwahrlosung der Jugend im Ersten Weltkrieg sowie zahlreiche Kriegswaisen führten zu einem erhöhten Bedarf an betreuten Wohnplätzen. 1915 wurde deshalb ein Kriegskinderheim eingeweiht, welches sich ab 1920 in der Wetzendorfer Straße befand.
Während des Krieges und der Nachkriegszeit organisierte die Stadtmission Lebensmittelspenden, Kleidung, Möbel und mehr für notleidende Nürnberger. Die hierfür nötigen Geldmittel beschaffte sie sich u. a. durch frühe Fundraising-Maßnahmen. Obwohl die Stadtmission durch die Inflation einen Großteil ihres Vermögens einbüßte, erweiterte sie in den 1920er Jahren ihre Arbeit:
- 1924 wurde ein neues Stadtmissionshaus in der Schildgasse eröffnet
- 1925 die „Evangelische Gefangenen- und Strafentlassenenfürsorge“ gegründet
- 1928 das Pestalozziheim eingeweiht und die „Männliche Bahnhofsmission“ begonnen.

Während der Weltwirtschaftskrise richtete die Stadtmission Nürnberg u. a. Suppenküchen ein und organisierte Freizeiten für Arbeitslose.

### Zweiter Weltkrieg

#### Einschränkungen in der Arbeit
Die Herrschaft der Nationalsozialisten und der Zweite Weltkrieg brachten die Stadtmission Nürnberg an den Rand der Existenz. So wurden ihre Aktivitäten eingeschränkt und finanzielle Mittel gekürzt. Zum Beispiel übernahm die „nationalsozialistische Volkswohlfahrt“ die fürsorgerischen Tätigkeiten. Zudem unterwarf die Stadt die Stadtmission einer Besteuerung. Bombenangriffe beschädigten oder zerstörten nahezu alle Gebäude. Die Stadtmission wich auf andere Arbeitsfelder aus, wie z. B. die „Männliche Mitternachtsmission“, die „Trinkerrettung“ und die „Familienmission“. In ihrer Arbeit wurde sie dabei moralisch und finanziell von den Kirchengemeinden unterstützt.

#### Kirchenkampf
Im Kirchenkampf stellte sich die Stadtmission Nürnberg in ihrer Mehrheit an die Seite der Bekennenden Kirche und trennte sich deshalb 1934 von ihrem Vereinsgeistlichen, der den Deutschen Christen angehörte.

#### Euthanasie
Bereits im Jahr 1933 hatte sich die Stadtmission Nürnberg mit der Einrichtung einer psychiatrischen Station im Pestalozziheim und der Eröffnung eines „Kinderheimes für Schwachsinnige“ solchen Personengruppen zugewandt, die im Dritten Reich als sogenannte „Ballastexistenzen“ mit dem Tod bedroht waren. Damit geriet die Stadtmission Nürnberg in Konflikt mit dem Euthanasie-Programm der Nationalsozialisten.
Der Vereinsgeistliche Karl Nagengast konnte durch sein couragiertes Eingreifen die Ermordung von Pfleglingen abwenden.

### Wiederaufbau 1945 bis 1970
Trotz der katastrophalen Situation begann die Stadtmission Nürnberg bereits im Mai 1945 wieder mit ihrer Arbeit. Im Auftrag der Amerikaner übernahm sie die Verteilung von Hilfssendungen und die Auslandskinderspeisungen. Insbesondere die Versorgung von Flüchtlingen und Kindern war in dieser Zeit einer der Aufgabenschwerpunkte.
Mit dem Wirtschaftswunder begann auch der Wiederaufstieg der Stadtmission Nürnberg.
Neben der Unterstützung notleidender und verarmter Bevölkerungsteile wurde seit den 1950er Jahren die Jugendarbeit mit Freizeit- und Wohnangeboten zu einem der Hauptarbeitsfelder. Auch die Seniorenarbeit wurde intensiviert. Drei neue Alten- und Pflegeheime entstanden: das Christinenheim, das Dr.-Julius-Bauer-Heim und das Christian-Geyer-Heim.
Neue Arbeitsfelder kamen hinzu, als Beispiel seien hier genannt:
- 1961 Telefonseelsorge und der Jugendmigrationsdienst
- 1962 die Griechenberatung
- 1965 die Ehe- und Erziehungsberatungsstelle
- ab den 1970er Jahren Drogenberatung und -therapie

### 1980 bis heute
In den 1980er Jahren erweiterte die Stadtmission Nürnberg insbesondere ihr Angebote für Menschen mit psychischer Erkrankung und verfügt heute im Raum Nürnberg über das umfangreichste und differenzierteste Hilfeangebot für diesen Personenkreis. 
Auch in dieser Zeit entstanden neue Arbeitsfelder, so
- die AIDS-Beratung
- die Sexual- und Schwangerschaftsberatung
- die Autismus-Ambulanz und
- das Ökumenische Arbeitslosenzentrum

Die 1990er Jahre waren geprägt von wirtschaftlichen und strukturellen Problemen. Von den einschneidenden finanziellen Einsparungen der öffentlichen Hand seit der Wiedervereinigung war die Stadtmission Nürnberg – wie die gesamte Wohlfahrtspflege – spürbar betroffen. In dieser Krise erwiesen sich die bestehenden Organisationsstrukturen als ungeeignet. In einem mehrere Jahre andauernden Prozess wurden, unter Beteiligung großer Teile der Mitarbeiterschaft, sowohl die finanziellen Grundlagen gefestigt als auch zeitgemäße Strukturen entwickelt, die 1998 in der neuen Vereinssatzung und 1999 in der Entwicklung eines Unternehmensleitbildes mündete. Mit der Berufung eines hauptberuflichen geschäftsführenden Vorstandes im Jahr 2002 war die Umwandlung der Stadtmission in ein strukturell modernes diakonisches Unternehmen vollzogen.
Die erste Dekade des neuen Jahrtausends bestimmte die strategische Neuorientierung der Stadtmission Nürnberg.
Neu eröffnet oder gebaut wurden z. B. das Altenpflegezentrum Hephata und das Therapiezentrum Wolkersdorf. Auch das Überregionale Beratungszentrum im Jugendhilfeverbund Martin-Luther-Haus und die Fachambulanz für Sexualstraftäter wurde neu in Betrieb genommen und damit den Bedürfnissen unterschiedlicher Klientengruppen Rechnung getragen. Hinzugekommen sind darüber hinaus besondere Hilfsangebote wie z. B. die Suchtberatung für Spielsüchtige oder Jugendliche mit Alkoholproblemen.
Mit der Unterzeichnung des Kooperationsvertrages mit dem Diakonischen Werk Erlangen im Mai 2010 hat die Stadtmission Nürnberg ein weiteres Kapitel in ihrer Entwicklung aufgeschlagen.
Heute bieten die 70 Einrichtungen und Dienste und elf Tochtergesellschaften der Stadtmission Nürnberg jedes Jahr mehr als 25.000 Menschen in sozial schwierigen Situationen Hilfe im Leben.